# Рождённая революцией
«Рождённая революцией» — советский телевизионный многосерийный фильм (10 серий) о создании и истории советской милиции, снятый в 1974—1977 годах режиссёром Григорием Коханом по роману Алексея Нагорного и Гелия Рябова «Повесть об уголовном розыске».
По заказу Государственного комитета Совета Министров СССР по телевидению и радиовещанию.

## Сюжет
Сериал рассказывает о первых днях и последующей деятельности советских правоохранительных органов от лица главного героя — сотрудника петроградской милиции Николая Кондратьева в период с 1917 по 1970-е годы.
Молодой рабочий Путиловского завода Кондратьев по зову долга идёт работать в «угро». Начинать приходится с совместной работы с сотрудниками царского сыска. Кондратьев занимается различными уголовными делами. После Великой Отечественной войны он участвует в розыске и поимке лжемилиционера Санько и его банды, орудовавшей в смутное послевоенное время. Сюжетная линия сериала заканчивается тем, что Н. Ф. Кондратьев в звании генерал-лейтенанта милиции ещё продолжает свою службу в уголовном розыске, одновременно трудясь в качестве наставника молодого пополнения.

### В главных ролях
- Евгений Жариков — Николай Фомич Кондратьев
- Виктор Шульгин — Алексей Кузьмич Бушмакин, (1, 3, 4, 5, 6-я серия)
- Вадим Медведев — Нил Алексеевич Колычев, старый следователь российского имперского сыска (1, 3, 5-я серия)
- Наталья Гвоздикова — Маша (Мария Ивановна Кондратьева, в девичестве Кораблёва), (2-8 серии)

### Отличия от книги
Экранизация отличается от источника в сторону большего смягчения нравов. Например, в фильме Кондратьев просто бьёт бандитов, которые пытаются ограбить Колычева, а в книге убивает одного из них ударом; «Чинушу» в фильме убивают свои, а в книге — его расстреливают в милиции как выявленного бандита и убийцу, без суда, по закону революционного времени. В книге упомянуто, что Лёнька Пантелеев — бывший сотрудник органов, в фильме это убрано, чтобы не компрометировать милицию. Также исчезли некоторые дополнительные персонажи, например, Маруся, соседка Бушмакина. Приёмный сын Николая и Марии Кондратьевых в фильме назван Алексеем, фактически объединившим в себе два книжных образа — Виктора, отец которого погиб в Гражданскую войну, и Генки, родителей которого убили кулаки в деревне Грель на Псковщине. Генка в книге погибает во время Великой Отечественной войны, Виктор же, подобно Алёшке из фильма, остаётся жив и идёт после войны на службу в органы МВД. В шестой серии («Экзамен») специальное звание Кузьмичёва, начальника Кондратьева, снижено на одну ступень с инспектора милиции до старшего майора милиции. В книге Нил Колычев умер до событий главы «Шесть дней», тогда как в соответствующей серии фильма он ещё жив. В книге Афиноген Полюгаев погиб в схватке с бандитами в начале 30-х, о чём прибывшему в Москву за награждением Николаю сообщает начальник МУРа Трепов, в фильме же он погибает на войне.
В восьмой серии («Оборотни») упоминается довоенное дело фальшивомонетчиков братьев Панариных (Самариных) с замечанием, что после них могли остаться талантливые ученики. В книге же наоборот - Штихель-Сурков-Заньковский являлся учителем Самариных. Действие главы «Снова в Москве» в фильме перенесено из конца 30-х годов в середину 70-х, при этом события все же продолжают сюжет 8-й серии. От книжной главы «Платина» здесь остается лишь то, что организатор ограбления ювелирного магазина — член послевоенной банды Штихеля, причастный к убийству Маши тридцатью годами ранее.

## Список серий

### 1-я серия — «Трудная осень»
По главе романа «Поздняя осень семнадцатого».
Эпиграф фильма:
Какая милиция нужна нам, пролетариату, трудящимся? Действительно народная (В. И. Ленин).
В первые месяцы Революции молодой псковский крестьянин Николай Кондратьев, мастер драки стенка на стенку, после гибели в пожаре родителей уезжает из деревни в Петроград. Там он знакомится с рабочим Путиловского завода Бушмакиным. Вместе они помогают защитить винные склады от мародёров, привлекают внимание комиссара Сергеева и получают от него приглашение вступить в ряды рабочей милиции, которые начинают формировать именно в это время.
Бушмакин с пятью рабочими Путиловского завода заступают на новую должность. В старом здании Уголовного сыска они находят дворянина Колычева, бывшего сотрудника, который пытается доказать им ценность картотеки. Когда они уходят, на Колычева прямо в кабинете нападают уголовники, желающие забрать свои дела. Они похитили, частично сожгли картотеку т. н. «птенцов Керенского» — уголовников, выпущенных по амнистии Керенским.
Строчки В. В. Маяковского, понравившиеся Кондратьеву — из поэмы «Облако в штанах».
В остальных ролях:
- Улдис Пуцитис — Степан Петрович Сергеев, основатель Угро (озвучил актёр Павел Морозенко)
- Станислав Бородокин — Вася, рабочий, сотрудник Угро
- Георгий Дворников — Никита, рабочий, сотрудник Угро
- Сергей Подгорный — Гриша, рабочий, сотрудник Угро

### 2-я серия — «Нападение»
Эпиграф фильма:
Общественное выше личного — таков нравственный закон сотрудников органов внутренних дел. (Г. И. Петровский)
Коля Кондратьев едет в Москву, чтобы забрать дубликат картотеки «птенцов Керенского» и получить опыт. В Москве в это время бандит Кутьков и его банда грабят и убивают инкассатора. Коля вместе с московскими сыщиками расследует преступление и встречает Машу, свою будущую жену, дворянку, выпускницу Смольного института, которая проходит свидетельницей. Её используют, чтобы поймать бандитов на живца.
В ролях:
- Евгений Жариков — Николай Кондратьев
- Наталья Гвоздикова — Маша Кораблёва (в замужестве — Кондратьева)
- Лев Прыгунов — Никифоров, милиционер
- Сергей Иванов — Афиноген Борисович Полюгаев, милиционер
- Виталий Розстальный — Сомов, начальник московского сыска (роль озвучил актёр — Павел Морозенко)
- Аркадий Гашинский — Амир, бывший вор
- Александр Январёв — Кутьков, главарь банды
- Юрий Шерстнев — Антон Плавский, бандит по кличке «Волк», «следователь ВЧК»
- Стелла Новбари — исполнительница танца цыганки в ресторане. Балетмейстер Ю. Мартынович

### 3-я серия — «В огне»
1922 год. Сценарий написан на основе реальной истории, хоть в достаточно вольной трактовке: Лёнька Пантелеев и его банда терроризируют город (подробней о расхождениях с реальностью см. биографическую статью о преступнике). Коля и Колычев сжимают кольцо вокруг бандита, но ликвидировать его удается, в общем, случайно: Мария со своей давней подругой-смолянкой идет в ресторан и там опознаёт Пантелеева.
Картины, которые милиционеры долго разглядывают в Эрмитаже — «Мадонна Бенуа» и «Мадонна Литта» кисти Леонардо да Винчи.
В остальных ролях:
- Станислав Бородокин — Вася, сотрудник Угро
- Георгий Дворников — Никита, сотрудник Угро
- Сергей Подгорный — Гриша, сотрудник Угро
- Владимир Дюков-Самарский — Лёнька Пантелеев
- Александр Захаров — конвоир-эсер
- Валентина Ковель — Нюрка
- Нина Ильина — Муська (Мария Николаевна Толмачёва)
- Галина Тарасова — Лицкая, подруга Марии по Смольному институту

### 4-я серия — «Мы поможем тебе»
Лето 1929 года. Коля с женой отправляются на Псковщину, в его родную деревню Грель. Ленинградский УгРо поручает ему помочь местным органам ГПУ нейтрализовать кулацкие банды. Заодно он узнает, почему его родители погибли в пожаре в год революции. В серии фигурируют персонажи из 1-й серии.
В остальных ролях:
- Улдис Пуцитис — Степан Петрович Сергеев, начальник Угро (роль озвучил актёр — Павел Морозенко)
- Владимир Талашко — псковский милиционер Басаргин
- Владимир Антонов — Кузьмич, колхозный активист
- Виолетта Жухимович — Платонида, его жена
- Иван Матвеев — Тихон
- Евгения Ветлова — Таня-комсомолка
- Иван Дмитриев — Иван Петрович Коломиец
- Дмитрий Миргородский — Отец Серафим, он же рецидивист «Чёрный»
- Николай Сектименко — Иннокентий
- Сергей Массарский — «Угрюмый»
- Юрий Эллер — «Медведь»
- Константин Артеменко — «Городской»
- Игорь Дыченко — «Петух»

### 5-я серия — «Шесть дней…»
1932 год. Прямо из кассы Невского завода украдена вся зарплата рабочих, убиты кассир и охранники. Банк смог выдать заводу деньги на зарплату за шесть дней. За этот срок ленинградские сыщики обещают найти похищенные деньги и раскрыть ограбление. Преступник, оказывается, был не просто грабителем, а действовал по политическим мотивам. Предпринятую им акцию авторы фильма устами главного героя увязывают с так называемым «Делом Промпартии»
В ролях:
- Станислав Бородокин — Вася
- Александр Быструшкин — Федорчук
- Владимир Бабиенко — сварщик Вовка
- Улдис Пуцитис — Степан Петрович Сергеев (озвучил актёр Павел Морозенко)
- Людмила Сосюра — Елена Петровска
- Иосиф Конопацкий — бухгалтер Петровский
- Георгий Тейх — Гаврила Алексеевич Пермитин

### 6-я серия — «Экзамен»
По главе «Пятый обелиск». 1936 год. В Ленинграде на набережной найден убитым и ограбленным инженер Слайковский. По подозрению в убийстве арестовывается пьянчуга Родькин. Несмотря на чистосердечное признание, Кондратьев чувствует, что Родькин невиновен и пытается найти настоящего убийцу.
В ролях:
- Евгений Жариков — Николай Кондратьев
- Наталья Гвоздикова — Мария
- Виктор Шульгин — Бушмакин
- Станислав Бородокин — Вася
- Александр Быструшкин — Федорчук
- Ольга Матешко — Ольга
- Александр Хочинский — Егор Тимофеевич Родькин
- Александр Эстрин — швейцар
- Раиса Недашковская — Анна Васильевна Савельева
- Эрнст Романов — Соловьёв
- Юрий Дедович — Кузьмичёв
- Юрий Сербин — Алёша

### 7-я серия — «В ночь на 20-е»
Великая Отечественная война. 19 октября 1941 года И. В. Сталин подписал постановление ГКО «О введении в Москве и прилегающих к городу районах осадного положения». В постановлении говорилось: «Охрану строжайшего порядка в городе и в пригородных районах возложить на коменданта города Москвы генерал-майора т. Синилова, для чего в распоряжение коменданта предоставить войска внутренней охраны НКВД, милицию и добровольческие рабочие отряды». Кондратьев руководит милицейским отрядом, имея приказ — расстреливать без суда и следствия застигнутых на месте преступления грабителей, мародеров и провокаторов.
В ролях:
- Евгений Жариков — Николай Кондратьев
- Наталья Гвоздикова — Мария
- Владислав Долгоруков — Алексей Кондратьев
- Сергей Иванов — Афиноген Полюгаев
- Михаил Чигарев — Боровков Олег, капитан
- Виктор Стовба — Любимов Миша, лейтенант
- Анатолий Переверзев — Миронов Анатолий
- Лесь Сердюк — старшина Громов (роль озвучил актёр Павел Морозенко)
- Евгений Леонов — Смирнов, лейтенант
- Елена Бромлей — Орлова Нина, возлюбленная Миши
- Нина Реус — Муратова Надежда Ивановна, потерпевшая
- Дмитрий Миргородский — Кочетков

### 8-я серия — «Оборотни»
Москва, 1948 год. Преступники в милицейской форме в электричке убивают продавца дачи (с целью ограбления) и случайную попутчицу — жену Кондратьева Машу. Ему удаётся выяснить, кем именно были эти убийцы — переодетыми в милицейскую форму преступниками или же предателями, решившими, что им всё дозволено.
В ролях:
- Евгений Жариков — Николай Кондратьев
- Наталья Гвоздикова — Мария
- Владислав Долгоруков — Алексей Кондратьев
- Анатолий Переверзев — Анатолий Миронов
- Юрий Мажуга — Михаил Иванович Санько
- Виктор Зубарев — подполковник Желтых, начальник отдела кадров
- Маргарита Криницына — свидетельница Анисья Ивановна
- Олег Голубицкий — Сергей Тихонович Сурков, он же Юрий Петрович Заньковский
- Борис Голдаев — Панайотов Борис Васильевич, скупщик краденого
- Александр Филиппенко — лже-Санько, он же Гусаков Родион Константинович
- Виктор Черняков — Жарков, банщик, один из оборотней и убийц Марии Кондратьевой

### 9-я серия — «Последняя встреча» (1-я часть)
Сюжет фильма взят из повести «Снова в Москве», действие которой перенесено из тридцатых годов в современность (1970-е годы). Некто ограбил в Москве ювелирный магазин. Сыщик МУРа Алексей Кондратьев решает обратиться за помощью к своему отцу ветерану милиции Николаю Кондратьеву.
В ролях:
- Евгений Жариков — Николай Кондратьев
- Владислав Долгоруков — Алексей Кондратьев
- Евгений Шутов — подполковник Александр Катин
- Борис Борисов — майор Сухарев Борис Николаевич
- Александр Заднепровский — Ходаков
- Виталий Дорошенко — следователь, капитан милиции
- Валерий Беляков — Евгений Лепков, тренер
- Ирина Терещенко — Зоя Гусакова, невеста Евгения
- Александр Белявский — Павел Николаевич Борецкий, заместитель директора ювелирного магазина
- Екатерина Крупенникова — Виктория Петровна Красовская, заведующая секцией в ювелирном магазине
- Леонид Губанов — Григорий Кузьмич Смирнов, директор ювелирного магазина
- Светлана Кондратова — Нина Панкратова, продавец в ювелирном магазине, подруга Красовской
- Неонила Гнеповская — Зотова, заведующая секцией в ювелирном магазине
- Маргарита Кошелева — Рита Брыкина, продавец в ювелирном магазине
- Валерий Свищёв — Очкин, сотрудник ювелирного магазина
- Александр Вокач — Юрий Карлович Магницкий
- Александр Филиппенко — Родион Константинович Гусаков, отец Зои (он же лже-Санько)
- Мария Андрианова — Полина Дмитриевна, мать Евгения Лепкова
- Юрий Мажуга — Михаил Иванович Санько

### 10-я серия — «Последняя встреча» (2-я часть)
Расследование ограбления ювелирного магазина в Москве продолжается. Во время следствия Николай Кондратьев узнаёт о человеке по фамилии Санько. Он хочет найти этого человека, так как фамилия Санько фигурирует в деле об убийстве его жены.
Титры десятой серии полностью повторяют титры девятой.

## Съёмочная группа
- Авторы сценария — Алексей Нагорный, Гелий Рябов
- Главные консультанты:генерал-лейтенант внутренней службы Борис Шумилин
генерал-майор милиции Игорь Карпец
- Режиссёр-постановщик — Григорий Кохан
- Оператор-постановщик — Феликс Гилевич
- Художники-постановщики — Юрий Муллер, Виктор Мигулько
- Композиторы — Игорь Ключарёв, Евгений Станкович, Александра Пахмутова, Александр Флярковский
- Текст песен — Владлены Романовой, Валерия Куринского, Николая Добронравова, Олега Милявского
- Консультанты:
генерал-майор внутренней службы В. B. Кокушкин
подполковник (полковник) Ю. Александров, подполковник В. Володин
капитан П. Грахов
генерал-майор милиции В. Пашковский
подполковник милиции Н. Кондрашов, подполковник милиции Е. Давыдова 
полковник О. Ёркин, полковник В. Иванов

## Звуковая дорожка

### Музыка
Инструментальная версия знаменитого марша «Красная Армия всех сильней» — лейтмотив первых серий цикла.

### Песни
Титры:
- «Память» (Память, память…/ Это войн отшумевшие грозы./ Память, память…) (1—3-я серия). Муз. Игорь Ключарёв, сл. Владлена Романова
- «Расскажи, моё сердце» (Мне по жизни два слова нести пришлось,/ В ней любовь было первым, второе — злость…) (4, 5-я серия). (Е. Станкович — В. Куринский)

В сериях:
- Песня цыганки (Вещий сон цыганке снится,/ Будто вниз с крутой горы/ Вороная тройка мчится…). (2-я серия)
- Хоровая «Красная Армия всех сильней» (3-я серия)
- Песня Коли «Кокаин» (Перебиты, поломаны крылья,/ Тихой болью всю душу свело…). Недопета. (Дворовая песня), 3-я серия
- Хоровая песня крестьянок (В краю далёком мой ясный сокол…) (4-я серия)
- «Сирота» (Позабыт-позаброшен…), недопета. Народная. (4-я серия)
- «Терская походная» (То не тучи — грозовые облака…), муз. Дм. и Дан. Покрасс, сл. А. Суркова, звучит по радио в комнате Кондратьевых (6-я серия)
- «Совесть» (Е. Станкович — В. Куринский)
- «Работа как работа» (О нас слагают песни и поют,/ Находят даже с рыцарями сходство…). Муз. А. Флярковского, сл. О. Милявского.
- «Песня долга и отваги» (Нам легко не будет никогда./ Мы живём, любя и беспокоясь…). Муз. А. Пахмутовой, сл. Н. Добронравова[1].
- «Ты пойми меня, родная» (1976). Муз. А. Пахмутовой, сл. Н. Добронравова[1].
- «Мы часто слышим» (А. Флярковский — О. Милявский)
- «Присяга» (А. Флярковский — О. Милявский)

## Награды
- Государственная премия СССР (1978).

## Факты
- По данным Гостелерадиофонда РФ, этот фильм имеется ещё и в 15-серийном «перемонтированном варианте»[2].
- Первоначально на главную роль была утверждена Галина Орлова, её замена на Н. Гвоздикову произошла по требованию Е. Жарикова[3].
- Гибель Марии Кондратьевой в серии «Оборотни» была необходима для выведения Натальи Гвоздиковой из съёмочного процесса в связи с беременностью. Довольно долго беременность удавалось скрывать от режиссёра, и только гримёр с костюмером были осведомлены, помогая хранить секрет. Сын Евгения Жарикова, Фёдор, родился 2 августа 1976 года — всего через 12 дней после окончания съёмок актрисы в этом фильме.[4]
- По первоначальной версии сценария, Мария Кондратьева должна была погибнуть в последней серии[5].
- Фильм принёс большую известность Евгению Жарикову, в связи с чем его внешность стала устойчиво ассоциироваться с образом Кондратьева, воплощённым на экране.[6]
- Прототип Кондратьева — С. И. Кондратьев.[источник не указан 937 дней]